# John Mulrooney
John Mulrooney es un comediante estadounidense, presentador, actor y escritor de radio y televisión. 
Mulrooney nació y se crio en Brooklyn, Nueva York. Comenzó su carrera en la escena de comedia de Nueva York en Catch a Rising Star de Rick Newman en 1979. Mulrooney pasó a la televisión a principios de los ochenta en un programa llamado Comedy Tonight. Además de sus 13 apariciones, también escribió y produjo contenido original para 165 episodios. Mulrooney compitió en Star Search y perdió, pero le ayudó en sus inicios, ya que fue contratado para trabajar en el programa, escribir comedia y hacer que el público se calentara. Al mudarse a Los Ángeles, California, Mulrooney se convirtió en un "habitual" en The Improvisation, The Famous Comedy Store y The Laugh Factory. 
Después de que Joan Rivers se fue como presentador de The Late Show en la Fox en 1987, se le pidió a Mulrooney que la reemplazara. Después de unos meses, The Late Show fue cancelado debido a las bajas audiencias y la fuerte competencia de The Tonight Show y Nightline. Mulrooney fue presentador de Comic Strip: Live, primero por un año con un programa local en KTTV en Los Ángeles en 1988, continuando cuando los ejecutivos de programación de Fox TV expandieron el programa a las estaciones propiedad de Fox, y luego a toda la red los sábados por la noche, por un año adicional. Continuó apareciendo en otros programas de televisión como An Evening at the Improv, Hollywood Squares, Showtime, HBO y Comedy Central y se presentó como presentador invitado de Pat Sajak en The Pat Sajak Show. 
En 1994, Mulrooney escribió y protagonizó dos temporadas en una comedia llamada Midtown North que se transmitió en Comedy Central. También fue uno de los cómics destacados en el especial de pago por visión de la Masacre de San Valentín de Andrew Dice Clay en 1994. Luego, en 1996, Mulrooney regresó a Nueva York para comenzar una carrera en la radio. Fue copresentador de The John and Abbey show, un show que se transmitió por la tarde en 105.1 - The Buzz. Durante este tiempo, Mulrooney ganó el Premio NYSB Broadcaster a la Mejor Personalidad en el Aire. En 1998 hizo el cambio a la radio matutina y se asoció con el veterano locutor de radio, Bob Wolf. Wolf y Mulrooney en la mañana superaron a The Howard Stern Show en las clasificaciones en 2000. John luego ganó la Mejor Personalidad en el Aire por segunda vez. Después de que un acuerdo de sindicación los llevó a Cleveland, la pareja se separó y continuó trabajando en la radio. 
En 2007 y 2009, Mulrooney realizó una gira por Israel en el Crossroads Comedy Tour, una serie de conciertos benéficos para el Crossroads Center en Jerusalén, patrocinado por Jerry Seinfeld.
En 2008 y 2010, Mulrooney viajó a Medio Oriente para entretener a las tropas como parte de la gira Incoming Comedy. En 2014, Mulrooney presentó su propio programa en iHeartRADIO, Mulrooney in the Morning. Todavía recorre el país presentándose en clubes de comedia, casinos y funciones corporativas. 

## Filmografía
- "The Late Show" (1988). . . presentador
- "Comic Strip Live" (1989) Serie de TV. . . . presentador
- ¡Grandes bolas de fuego! (1989). . . . Jack Paar
- El bistró (2016). . . . Jack Morgan

## Apariciones en televisión
- Penthouse Vegas Fox
- Multitud difícil con Colin Quinn Comedy Central
- Cuadros de Hollywood sindicados
- Comedia esta noche sindicada
- Búsqueda de estrellas sindicada
- Cámara franca copresentadora CBS
- El último presentador de programas Fox
- Rey de la montaña presentador Fox
- Comic Strip Live Host Fox
- The Pat Sajak Show Guest Host CBS
- Una noche en el Improv A&E
- La hora de la comedia de Caroline A&E
- Comedia Album Album A&E
- Comedia en el camino A&E
- Un par de comodines A&E
- Un punto de vista diferente del presentador A&E
- Playboy Channel Comedy Hour
- Cualquier cosa por amor Host sindicalizado
- La serie Good Life Regular NBC
- Midtown North Series Regular Comedy Central

## Radio
- 105.1 FM "MIX 105" New York, NY presentador matutino
- 105.1 FM "THE BUZZ" Nueva York, NY The John and Abbey Show
- 106.5 FM "PYX 106" Albany, NY Despertando con el Lobo y Mulrooney
- 100.7 FM WMMS "THE BUZZARD" Cleveland, Ohio Despertando con el Wolf y Mulrooney
- 93.7 FM "HOT TALK RADIO" Albany, NY Mulrooney en la mañana
- Howard 101 Sirius Radio Satelital de Nueva York, NY The Sirius Radio Road Show
- 104.9 FM WZMR "THE EDGE" Albany, NY Mulrooney en la mañana con Mike the Enforcer[8]
- 101.5 FM 2010 WPDH Poughkeepsie, NY Despertando con Coop y Mulrooney[9]
- iHeartRADIO - 2014 Mulrooney en la mañana